# Miki (Hyōgo)
Pour les articles homonymes, voir Miki.
Miki (三木市, Miki-shi) est une ville située dans la préfecture de Hyōgo au Japon.

## Géographie

### Situation

Localisation de la ville de Miki dans la préfecture de Hyōgo.

Miki est située au nord-ouest de la ville de Kobe, capitale de la préfecture de Hyōgo, au Japon.

### Démographie
Au 1er août 2008, la population de Miki était de 81 913 habitants, répartis sur une superficie de 176,51 km2. En mars 2023, elle était de 74 411 habitants.

## Histoire
Les premiers résidents de Miki sont arrivés il y a plus de 1 300 ans et ont vécu le long des côtes de la rivière Minō, une ressource essentielle pour l'agriculture. La ville commence à réellement s'établir au début du XVIe siècle. Le 1er juin 1954, Miki est déclarée officiellement ville de la préfecture de Hyōgo. Le 24 octobre 2005, Miki a fusionné avec la municipalité voisine de Yokawa.

## Économie
La ville de Miki est une ville historique avec une économie majoritairement urbaine. Cependant l’agriculture est très présente dans la ville, en particulier la production de riz. Miki est parfois comparé à un « gisement de riz ». Le sol argileux de la ville permet la culture du riz nommé « iamadanishiki » utilisé pour une production locale de saké.

## Culture locale et patrimoine
Miki est célèbre dans tout du Japon en tant que ville de forgerons.

### Patrimoine religieux
La ville de Miki est parsemée de temples bouddhistes et de sanctuaires shinto. Elle comprend un total de douze temples : le Gaya-in, Hokai-ji, Honyo-ji, Jigen-ji, Jyogon-ji, Kongo-ji, Mikkyo-in, Renge-ji, Shonyu-ji, Unryu-ji, Toko-ji, Hoko-ji et Eiun-ji.

### Patrimoine architectural
- Vestiges du château de Miki.

## Évènements
L'un des évènements annuels de la ville est le marathon de Miki qui se tient tous les deuxièmes dimanches du mois de mars dans le parc de la forêt de Miki-yama.

## Transports
Miki est desservie par la ligne Ao de la compagnie Shintetsu.

## Jumelage
Miki est jumelée avec :
- Visalia (États-Unis),
- Corowa (Australie).

## Symboles municipaux
Miki, comme toutes les villes du Japon, a ses propres symboles. Ainsi l'emblème de la ville a la forme d'un cœur avec trois branches qui représentent la vibration de la ville. Le triangle équilatéral représentant le cœur est le symbole de l'harmonie entre le ciel, la terre et l'homme. Il a été adopté en juillet 1954.
Le drapeau de ville a été adopté en août 1966. Il a un fond bleu marine avec trois branches blanches. La fleur de la ville est l'azalée ; l'arbre de la ville est le pin.

## Galerie

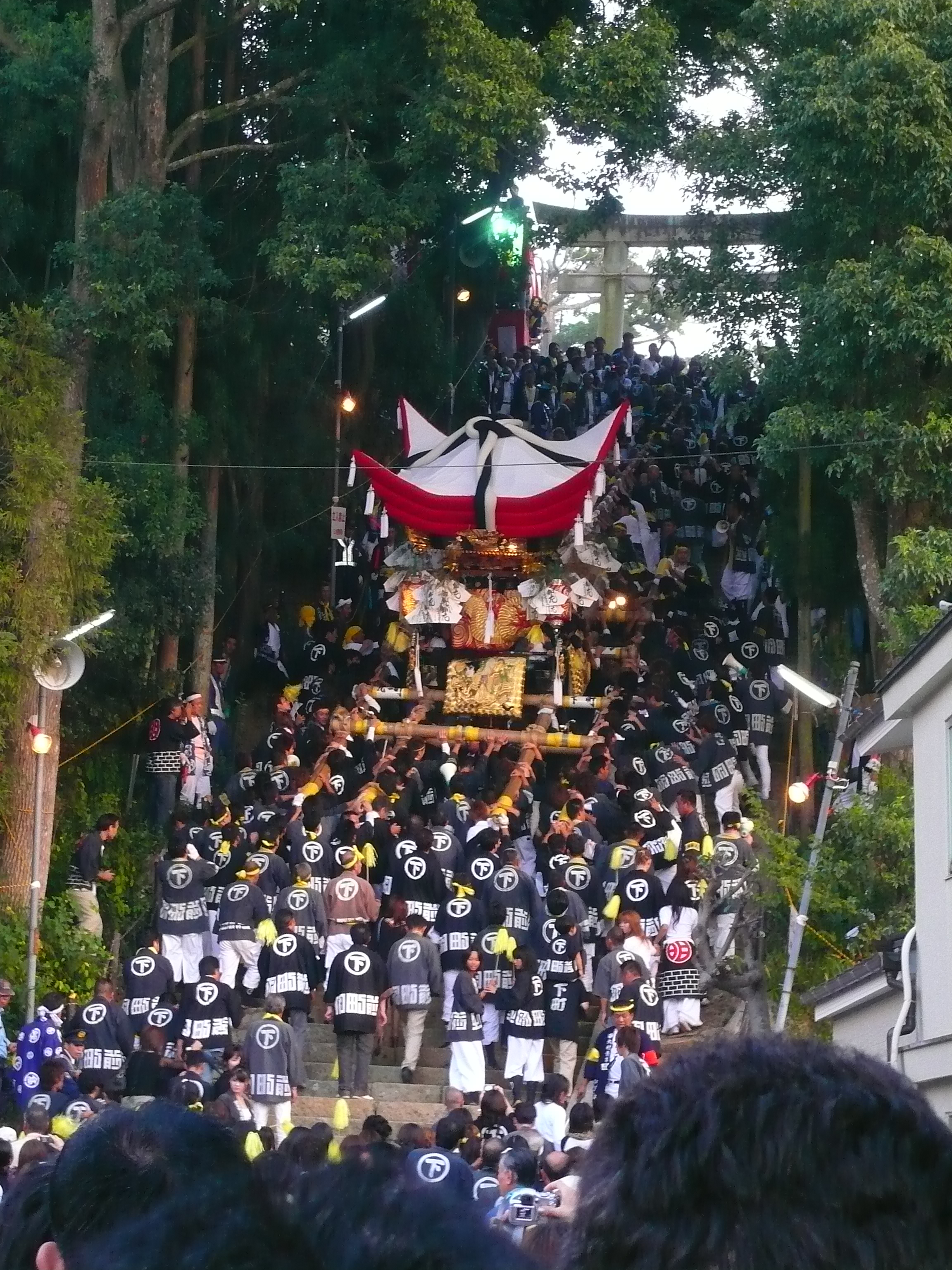
Le festival d'automne.
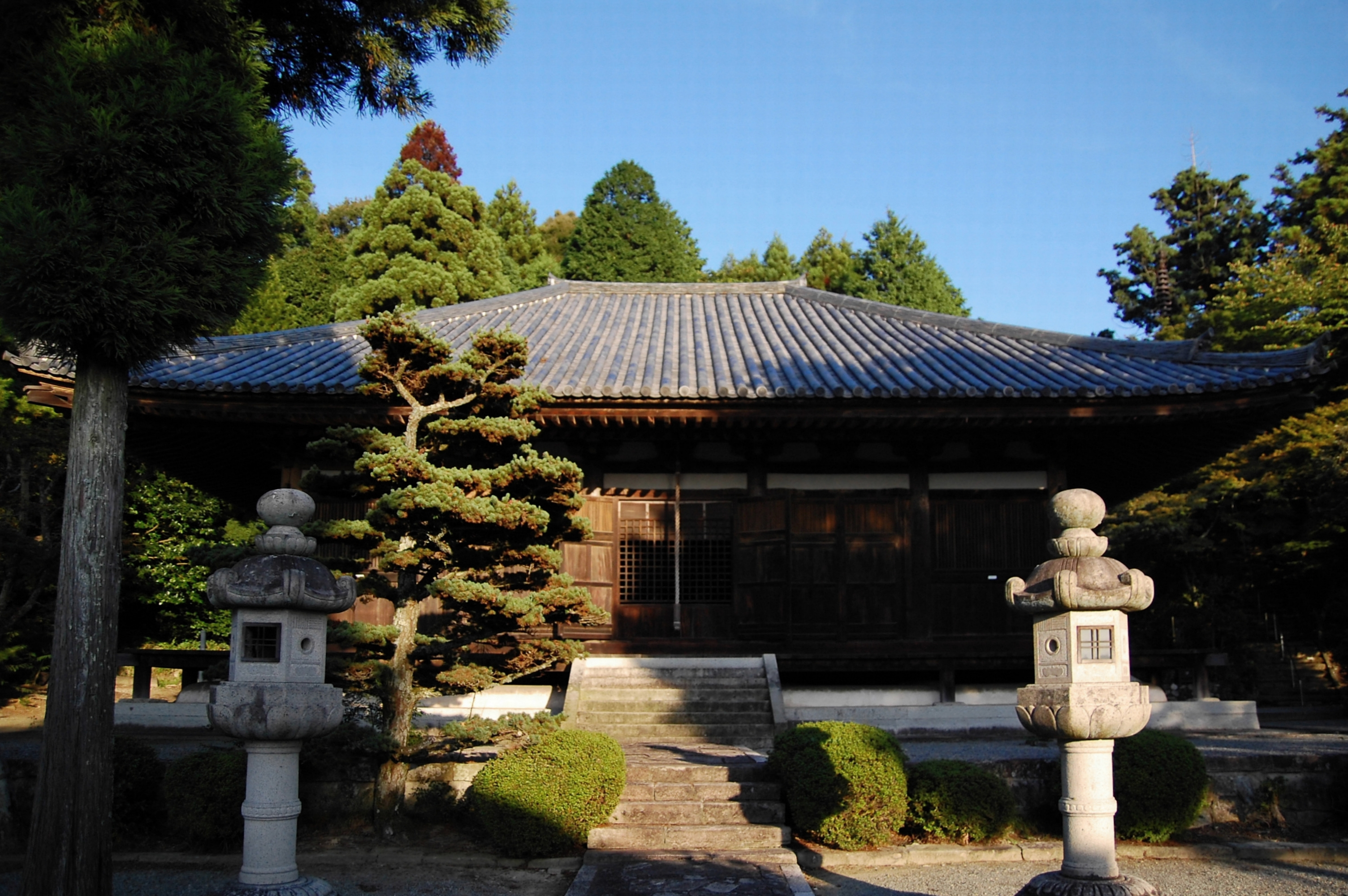
Le Toko-ji.
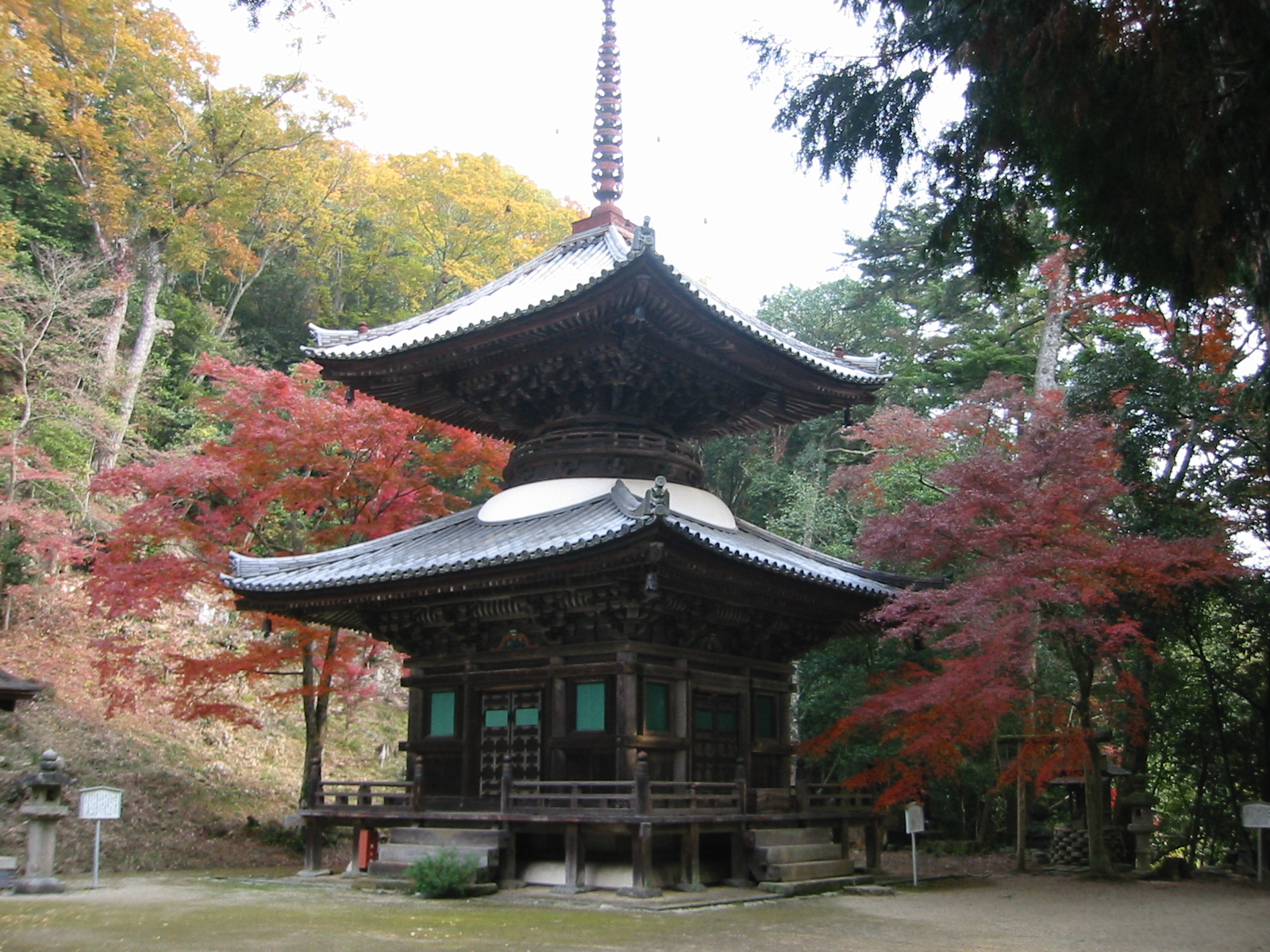
Le Gaya-in.